# 科爾德雷里奧
科爾德雷里奧是瑞士的城鎮，位於該國南部，由提契諾州負責管轄，面積2.46平方公里，海拔高度351米，2011年人口2,703，八成半人口信奉羅馬天主教，人口密度每平方公里1099人。